# Jack Conklin
(en) Statistiques sur pro-football-reference
Jonathan Jackson « Jack » Conklin, né le 17 août 1994 à Plainwell au Michigan, est un joueur professionnel américain de football américain évoluant au poste d'offensive tackle.
Il joue actuellement pour les Browns de Cleveland dans la National Football League (NFL). Il a également joué pour les Titans du Tennessee.

## Biographie

### Carrière universitaire
Il rejoint l'Université d'État du Michigan en tant que joueur walk-on (joueur universitaire n'ayant pas reçu de bourse sportive). Il a joué pour l'équipe des Spartans de Michigan State de 2013 à 2015 en tant que tackle gauche.

### Carrière professionnelle
Il est sélectionné au 8e rang par les Titans du Tennessee lors de la draft 2016 de la NFL. Les Titans comptant déjà sur Taylor Lewan à la position de tackle gauche, il est prévu que Conklin soit leur tackle droit.
Dès sa première saison dans la ligue, bien que débutant, il devient un des meilleurs joueurs au poste de tackle droit et est sélectionné dans la première équipe All-Pro.
La saison 2017 confirme son talent. En janvier 2018, lors du match éliminatoire joué contre les Patriots de la Nouvelle-Angleterre, il se blesse au ligament antérieur. En conséquence, il manque le camp d'entraînement et les trois premiers matchs de la saison 2018.
Il rejoint en mars 2020 les Browns de Cleveland sur un contrat de 3 ans pour 42 millions de dollars.